# A Vámpírunk, a gyerekcsősz epizódjainak listája
Az itt látható epizódlista a Vámpírunk, a gyerekcsősz című amerikai családi televíziós sorozatának részeit tartalmazza.

## Évadok áttekintése
| Évad száma | Epizódok száma | Első vetítés az Egyesült Államokban | Első vetítés Magyarországon           |
| ---------- | -------------- | ----------------------------------- | ------------------------------------- |
| 1.         | 13             | 2011. március 14. - 2011 július 19. | 2011. október 15 - 2011. december 31. |
| 2.         | 13             | 2012. január 5. - 2012 nyara        | 2012. október 6 - 2012. december 23.  |
| Film       | –              | 2010. október 9.                    |                                       |

## Első évad: 2011–2011
|     |                         |                               |                                  |                |                   |  |  |
| 1.  | Lawn of the Dead        | Holtak földje                 | Tim Burns                        | Bruce McDonald | 2011. március 14. |  |  |
| 2.  | Three Cheers for Evil   | Háromszoros hurrá az ördögnek | Alice Prodanou                   | Bruce McDonald | 2011. március 15. |  |  |
| 3.  | Blood Drive             | Véres vezetés                 | Ken Cuperus                      | Paul Fox       | TBA               |  |  |
| 4.  | Guys and Dolls          | Srácok és babák               | Ken Cuperus                      | Paul Fox       | TBA               |  |  |
| 5.  | Double Negative         | Kettős tagadás                | Mike Kiss                        | Tibor Takacs   | 2011. március 16. |  |  |
| 6.  | Friday Night Frights    | Péntek esti riadalmak         | Ben Joseph                       | Bruce McDonald | 2011. május 7.    |  |  |
| 7.  | Smells Like Trouble     | A szagok vonzzák a bajt       | Grant Suave                      | Tibor Takacs   | TBA               |  |  |
| 8.  | Die Pod                 | Hüvely támadás                | Scott Oleszkowicz                | Tibor Takacs   | TBA               |  |  |
| 9.  | Blue Moon               | Telihold                      | Simon Racioppa & Richard Elliott | Paul Fox       | 2011. március 17. |  |  |
| 10. | Doug the Vampire Hunter | Doug, a vámpírvadász          | Mike Kiss                        | Paul Fox       | TBA               |  |  |
| 11. | The Brewed              | A zombik                      | Tim Burns & Graham Seater        | Tibor Takacs   | TBA               |  |  |
| 12. | Three Geeks and a Demon | A szeánsz                     | Jennifer Pertsch                 | Brian Roberts  | TBA               |  |  |
| 13. | Re-Vamped               | Újra vámpír                   | Alice Prodanou                   | Brian Roberts  | TBA               |  |  |

Második Évad: 2012-2012